# Hibiscus micranthus
Hibiscus micranthus är en malvaväxtart som beskrevs av Carl von Linné d.y.. Hibiscus micranthus ingår i Hibiskussläktet som ingår i familjen malvaväxter.

## Underarter
Arten delas in i följande underarter:
- H. m. alii
- H. m. rigidus